# Jean Baptiste Desroches de Parthenay
Jean Baptiste (også Blaise) Desroches de Parthenay (født vist før 1700 i La Rochelle – 24. januar 1768 på Frederiks Hospital i København) var en forfatter og historiker af fransk herkomst.

## I Frankrig og Holland
Han var født i La Rochelle sidst i det 17. århundrede af adelig reformert slægt, studerede retsvidenskab og blev «conseiller et avocat général» ved finans- og domænekammeret i Rochelle, men opgav denne stilling af samvittighedshensyn. 1730 boede han i Holland, hvor han i forening med Antoine-Augustin Bruzen de La Martinière og Antoine La Barre de Beaumarchais dannede et litterært konsortium. Desroches de Parthenay var medarbejder ved la Martiniéres geografiske Værker og udgav indtil 1740 et historisk tidsskrift i 36 bind. Desuden tillægges der ham arbejder i svensk og polsk historie. Allerede i Rochelle må han have skrevet sin til Frederik IV dedikerede Histoire de Dannemarc (Amsterdam 1730, Paris 1732), der er den første danmarkshistorie på fransk. Især den nyere tid er dog behandlet efter utilfredsstillende kilder; for oldhistoriens vedkommende stiller han den berygtede gullandske hypotese ved siden af resultaterne af Torfæus' kritik uden selv at turde drage nogen slutning. Etat présent du Dannemarc, som slutter værket, er en oversættelse af Robert Molesworths An Account of Denmark, as it was in the Year 1692 (1694).

## I Danmark
I årene omkring 1736 kom han, vistnok gennem Jean Henri Desmercières, til at virke som en slags rådgiver for Kommercekollegiet ved indkaldelse af udenlandske håndværkere, navnlig til silkefabrikation. Efter selv at være kommet til Danmark (før 1741) fremsatte han forskellige projekter om oprettelse af silkefabrikker og dyrkede morbærtræer til silkeorme uden for Nørreport. Desuden søgte han at starte en slags tontine og et aktieselskab til ægteskabs befordring, men hans økonomi var altid slet. 1741 træffes han altså i København, hvor Videnskabernes Selskab overdrog ham at udarbejde den franske tekst til den aldrig trykte beskrivelse af Den Kongelige Mønt- og Medaillesamling samt at gravere medaljerne, ja, anbefalede ham til professor ved Sorø Akademi. Nogle af disse tavler blev stukket af Barthélemy de La Rocque.
Sammen med Paul Henri Mallet udgav han fra 1753-58 det litterære månedskrift Mercure Danois. Han oversatte på fransk Ludvig Holbergs Moralske Tanker, Frederik Christian von Havens Efterretninger om Rusland, Hans Egedes Grønlands Beskrivelse og manuskriptet til Frederik Ludvig Nordens Ægyptiske Rejse. Hans oversættelse af manuskriptet til Nordens rejsebeskrivelse vakte dog kritik og måtte revideres af Otto Manderup Rantzau før udgivelsen. For regeringen skrev han artikler til fremmede aviser om danske forhold. Når endelig nævnes hans Ord-Bog over danske Ordsprog, paa Fransk oversatte (1757), vil det ses, at denne flittige skribents virksomhed for at gøre dansk historie og åndsliv kendt i udlandet ikke har været ringe. Alligevel vidner "ordbogens"snurrige sproglige misforståelser om, at hans kendskab til dansk langt fra var perfekt (se N.M. Petersen: Den danske Literaturs Historie, III, 1855-56, s. 536 f.).
1752 fik han oprettet et gensidigt understøttelsesselskab, «Det stedsevarende frugtbringende Selskab». I sin alderdom syslede han stadig med silkeavl. 18. januar 1768 døde han – meget gammel – i trange kår med en bundløs gæld.
Modsat Mallet var han en eventyrer-type uden større intellektuel dybde, og hans breve viser en bestikkende form og vidner om en ikke ubetinget tillidvækkende smartness.
Han er begravet på Assistens Kirkegård.